# Dave Angel
Pour les articles homonymes, voir Gooden.
 (mai 2013).
Si vous disposez d'ouvrages ou d'articles de référence ou si vous connaissez des sites web de qualité traitant du thème abordé ici, merci de compléter l'article en donnant les références utiles à sa vérifiabilité et en les liant à la section « Notes et références ».
Dave Angel (né David Angelico Nicholas Gooden à Chelsea (Londres) le 13 mai 1966) est un disc jockey et  producteur de musique électronique anglais.

## Biographie
Pseudonymes : Angel, D'Angel, D. Angel, Van De Glee...
Il est le frère de Monie Love qui chante dans Ladies First de Queen Latifah.
Il touche différents styles house, techno, drum and bass, garage avec Phaze One.

## Albums
- 1995 : Tales of the Unexpected, (Blunted)
- 1996 : Dave Angel - Classics, (R&S Records)
- 1997 : Globetrotting, (Fourth & Broadway / Island Records)

## Singles
- 1991 : 1st Voyage, (R&S Records)
- 1991 : Rolling Thunder, (Outer Rhythm)
- 1992 : Angel -"Never Leave", (Love Records)
- 1992 : utrages Angel EP, (Outrage Recordings)
- 1992 : Stairway To Heaven, (R&S Records)
- 1993 : 3rd Voyage, (R&S Records)
- 1993 : New Orchestrations EP, (Fnac Music Dance Division)
- 1993 : Original Man, (Aura Surround Sounds)
- 1994 : In Flight Entertainment, (Blunted, Island Records)
- 1993 : Royal Techno EP, & Hope Grant (Rotation Records)
- 1995 : Handle With Care E.P, (Blunted, Island Records)
- 1996 : Timeless, (Fourth & Broadway)
- 1997 : Funk Music, (Island Records) (Remix DJ Tonka, Pills)
- 1997 : Tokyo Stealth Fighter, (Fourth & Broadway), (Remix  Dave Clarke, Slam, Carl Craig)
- 1997 : This Is Disco, (Ian Pooley's Hyperdisco Remix), (Fourth & Broadway)
- 199? : Dave Angel-"Airborne" (Carl Craig's Drums Suck Mix)
- 1998 : Excursions E.P., (Jericho)
- 1998 : Insights, (Rotation Records)
- 2003 : Ocean Dwellers, (Rotation Records)
- 2007 : Taurus / Gemini, (Niah)

### Remix
- 1991 : Eurythmics -"Sweet Dreams (Are Made Of This)" (Nightmare Mix), (BMG)
- 1991 : Wolfman -"Consciousness", (Not On Label)
- 1993 : The Point, - "Dance Is The Nu Sex", (Angel's Foreplay), (I.R.S. Records)
- 1994 : Transformer 2 -"Pacific Symphony (The Remixes)", (Round And Round)
- 1994 : Sun Electric -"Entrance" (Dave Angel Remix), (R & S Records)
- 1995 : Ken Ishii -"Extra",(Dave Angel Remix), (R & S Records)
- 1995 : Paul Hazel - "Go" (Dave Angel Remix), (Rotation Records)
- 1995 : Robert Armani -"Blow It Out" -Frozen (Dave Angel Remix), (ACV)
- 1995 : MLO -"Samarkand", (Dave Angel Remix), (Aura Surround Sounds)
- 1996 : Vinyl Blair - "Blair Necessities Rmxs 1", (Dave Angel Mix), (Hard Hands)
- 1996 : Spooky - "Fingerbobs", (Dave Angel Mix), (Generic)
- 1996 : Model 500 -"I Wanna Be There" (Dave Angel Remix) (+ Wax Doctor & Juan Atkins Remix)
- 1996 : Carl Cox - "Two Paintings And A Drum (The Remixes)", Siberian Snowstorm (Dave Angel Mix),(Worldwide Ultimatum Records)
- 1997 : Kamaflarge -"Disco Tamination (Dave Angel Rework)", (Tortured Records)
- 1997 : Katana -"Erotmania '97", (Bionic Beat Recordings)
- 1997 : Ian Pooley - "Gimmie Sound (The Remixes)", (NRK Sound Division)
- 1997 : Mikerobonics -"Schattenmund (Dave Angel Mix)", (Nick Warren - Global Underground The Album: Live In Prague)
- 1997 : Effike -"Kindred (Dave Angel Mix)" Pangaea 2097 (Pagoda Recordings)
- 1997 : Hardfloor -"Beavis At Bat (Dave Angel Remix)", (Eye Q Records)
- 1998 : Praga Khan -"Luv U Still" (Dave Angel Rework), (Dance Opera)
- 1998 : Dan Curtin -"New World EP", Sword Of Orion (Dave Angel Mix), (Sublime Records)
- 1998 : DJ Krust -"Maintain (Dave Angel Mix)", (V Recordings)
- 1999 : Human Traffic ost Carl Cox -"The Latin Theme" (Dave Angel Mix)
- 2001 : Baz -"Believers" (Dave Angel Radio Edit)
- 2001 : Twister -"Sequence 23", (Response Audio)
- 2001 : The Hacker -"Just Play (Dave Angel Reworks)"
- 2004 : Jamie Anderson -"Dolphin (Dave Angel Rework)", (Laurent Garnier -"Excess Luggage")
- 2006 : Rotation (DJ Marky & XRS Remix) / Brothers (XRS Remix)

## Mix
- 1994 : Mixmag Live! Vol. 13 (Techno Fruit), (DMC Publishing)
- 1995 : X-Mix-4 - Beyond The Heavens, (Studio !K7)
- 1995 : Dreamscape 20 - The Big Outdoors, (Dreamscape)
- 1995 : Underground London, cd 2 (Kickin Records)
- 2001 : X-Mix - The DVD Collection Part II, (Studio !K7)
- 2001 : DA01, (Trust The DJ)
- 2002 : DA02: The Reworks, (Trust The DJ)
- 2003 : DA03, (Trust The DJ)